# Četiri godine
Četiri godine osmi je studijski album Lepe Brene i Slatkog greha. Izdan je 21. rujna 1989. preko izdavačke kuće Diskoton.
Album je također i soundtrack filmu Hajde da se volimo: Još jednom.
Ovo je Brenin deveti od dvanaest albuma sa Slatkim grehom.
Ovaj album prodan je u nakladi od 550 000 primjeraka.

## Popis pjesama
| Br. | Skladba                   | Trajanje |
| --- | ------------------------- | -------- |
| 1.  | »Četiri godine«           | 4:18     |
| 2.  | »Biseru beli«             | 3:20     |
| 3.  | »Jablane«                 | 3:49     |
| 4.  | »Igraj dragi«             | 3:32     |
| 5.  | »Zaželi sreću drugima«    | 4:02     |
| 6.  | »Čuvala me mama«          | 2:56     |
| 7.  | »Jugoslovenka«            | 4:22     |
| 8.  | »Imam pesmu da vam pevam« | 3:26     |
| 9.  | »Ja pripadam uvek tebi«   | 2:59     |
| 10. | »Vrati mi srce«           | 4:17     |
| 11. | »Sokole«                  | 3:57     |
| 12. | »Robinja«                 | 3:56     |

Naslov skladbe br. 5 »Zaželi sreću drugima« tiskarska je greška pri tiskanju albuma. Brena u originalu pjeva »...poželi sreću drugima«. Greška je kasnije ispravljana u kompilacijama najvećih hitova.

## Izdanja
| Regija          | Datum           | Format(i)  | Izdavač  | Ref.  |
| --------------- | --------------- | ---------- | -------- | ----- |
| SFR Jugoslavija | 21. rujna 1989. | LP, kaseta | Diskoton | [ 1 ] |